# Ecgwald

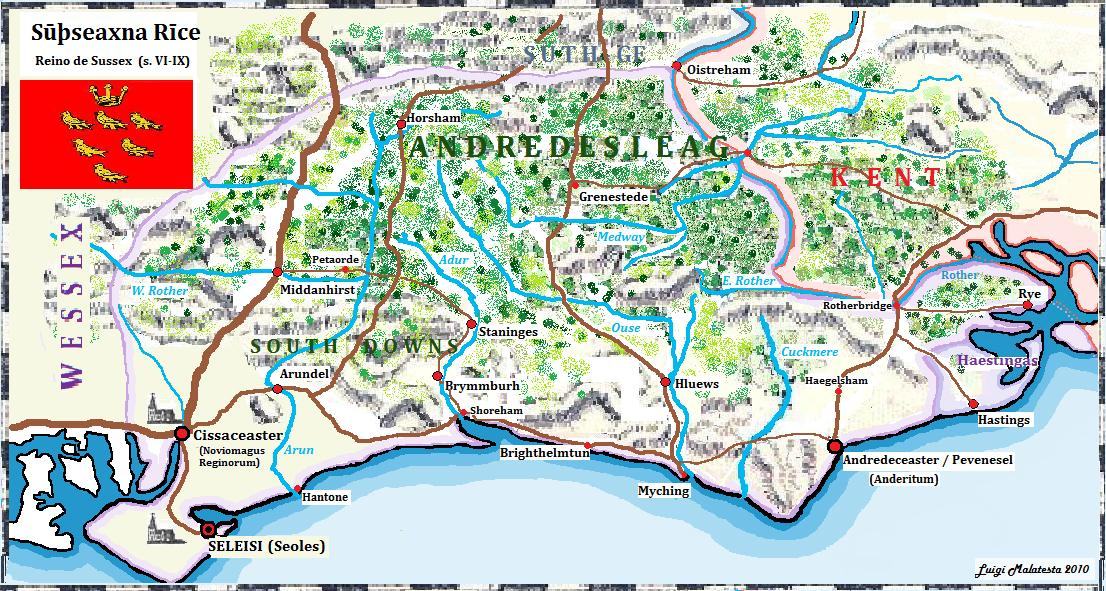
Sussex in angelsächsischer Zeit

Ecgwald (auch Ecguald, Ecwald) war in den 680er Jahren subregulus (Unterkönig) des  angelsächsischen Königreiches Sussex.
Um 682 überfiel Caedwalla, ein verbannter Angehöriger des Königshauses von Wessex, mit seinem Heer Sussex. König Æthelwalh fiel während der Kämpfe und Sussex wurde geplündert. Scheinbar setzte Caedwalla Ecgwald, dessen Herkunft unbekannt ist, als subregulus in Sussex ein. Ecgwald ist nur durch zwei vermutlich gefälschte Chartas bekannt. In diesen stimmt er 683 und 685 unterwürfig (mente devota) Landschenkungen Caedwallas an Bischof Wilfrid zu. Den Kampf gegen die Eroberer aus Wessex setzten Æthelwalhs Ealdormen Berthun und Andhun, fort. Sie konnten Caedwalla vertreiben und herrschten gemeinsam über Sussex. Ecgwalds weiteres Leben ist unbekannt.